# Velocità di scrittura e lettura dei supporti di memorizzazione ottica
Nella storia dei supporti ottici di memorizzazione ci sono stati e ci sono diversi formati di dischi ottici con diverse velocità di scrittura/lettura dei dati.
Le unità CD-ROM originali potevano leggere i dati a circa 150 kB/s, 1× velocità angolare costante (lett. "constant angular velocity" o "CAV"), la stessa velocità di un riproduttore di CD audio senza buffering. Con il rilascio di unità più veloci, le velocità di scrittura e lettura dei dischi ottici sono state moltiplicate dai produttori, superando di gran lunga le velocità delle unità originariamente immesse sul mercato. Per commercializzare velocità di trasmissione crescenti, i produttori hanno utilizzato il simbolo n×, dove {\displaystyle n} è il multiplo della velocità originale. Ad esempio, scrivere su un CD a 8× sarà due volte più veloce che scrivere su un disco a 4×.
Esistono due tipi principali di velocità del disco, che sono le velocità angolari e lineari. Se il disco ruota a una velocità angolare costante, la velocità lineare è 2,4 volte maggiore sul bordo esterno.

## Velocità di scrittura/lettura di vari formati di dischi ottici
| Formato | Velocità 1× | Velocità 1× | Velocità 1× | Capacità strato singolo (decimale) | Capacità strato singolo (binario) | Tempo di lettura totale |
| Formato | Mbit/s      | kB/s        | MB/s        | Capacità strato singolo (decimale) | Capacità strato singolo (binario) | Tempo di lettura totale |
| ------- | ----------- | ----------- | ----------- | ---------------------------------- | --------------------------------- | ----------------------- |
| CD      | 1,229       | 153,6       | 0,15        | 734 MB                             | 700 MiB                           | 80 min                  |
| DVD     | 11,080      | 1 385,0     | 1,38        | 4,7 GB                             | 4,38 GiB                          | 103 min                 |
| HD DVD  | 36,000      | 4 500,0     | 4,5         | 15,0 GB                            | 13,96 GiB                         | 110 min                 |
| Blu-ray | 36,000      | 4 500,0     | 4,5         | 25,0 GB                            | 23,28 GiB                         | 180 min                 |

Confronto di vari supporti ottici di memorizzazione. Parametri: passo della traccia (p), larghezza della traccia (w) e lunghezza minima (l), dimensione del laser (⌀) e lunghezza d'onda (λ)

I moderni compact disc supportano una velocità di scrittura di 52× e superiore, con alcuni moderni DVD che supportano velocità fino a 24×. È importante notare che la velocità di scrittura di un DVD a 1× (1385000 B/s) è circa 9 volte superiore a quella di scrittura di un CD a 1× (153600 B/s). Tuttavia, le velocità effettive possono dipendere anche dal tipo di dati scritti sul disco.
Per i dischi Blu-ray, la velocità 1× è di 36 Mbit/s, pari a 4,5 MB/s. Tuttavia, poiché la velocità di trasmissione dati minima richiesta per i dischi di film Blu-ray è di 54 Mbit/s, la velocità minima per un'unità Blu-ray destinata alla riproduzione di film commerciali è 2×. La massima velocità Blu-ray è 16×. Per i CD, la velocità di scrittura 1× equivale alla velocità di lettura 1×, che a sua volta rappresenta la velocità alla quale può essere letto nella sua interezza, 74 minuti. Quei 74 minuti provengono dal tempo di riproduzione massimo che il "Red Book" dei Rainbow Books (standard CD audio) specifica per un CD audio digitale (CD-DA); anche se oggi la maggior parte dei CD registrabili può contenere 80 minuti di dati. I dischi DVD e Blu-ray contengono una maggiore capacità di dati, quindi leggere o scrivere quei dischi nello stesso intervallo di tempo di 74 minuti richiede una velocità di trasmissione dati più elevata.

### Nei videogiochi
Dal loro debutto su vari supporti di archiviazione ottica durante la quinta fino a prima della settima generazione (1994–2005), la dimensione dei dati nei videogiochi non richiedeva un'installazione su un supporto non ottico e la velocità di lettura delle unità ottiche era sufficiente cosicché i dati potessero essere letti direttamente dai dischi ottici. Man mano che i videogiochi di settima generazione prendevano piede, la dimensione dei dati, il texture mapping di qualità superiore, ecc., richiedevano a loro volta un flusso di dati più elevato in uscita dai supporti di archiviazione ottica. Stava diventando evidente un divario tra le esigenze di progettazione ludica/grafica e i limiti tecnologici della velocità di lettura/velocità di trasmissione.
I videogiochi per PlayStation 3 sono stati archiviati su Blu-ray strato singolo che ha, per impostazione predefinita, una velocità di trasmissione più elevata ma il moltiplicatore di velocità dell'unità ottica della console è stato impostato su 2× (9 MB/s). Su Xbox 360, i videogiochi venivano archiviati su comuni DVD doppio strato da 8,5 GB, ma con il moltiplicatore di velocità dell'unità della console a 12× (16,5 MB/s), Xbox 360 poteva raggiungere una velocità di trasmissione dati fino all'85% superiore rispetto a PlayStation 3. La velocità di trasmissione più lenta su PlayStation 3 ha portato molti sviluppatori multipiattaforma a installare obbligatoriamente una parte del contenuto del disco sull'unità disco rigido (lett. "hard disk drive" o "HDD") della console per compensare problemi quali tempi di caricamento più lunghi. Xbox 360 poteva installare i giochi interamente su HDD e potenzialmente migliorare i tempi di caricamento, ma questo non è mai stato obbligatorio. I dischi ottici erano comunque necessari per avviare i giochi. I videogiochi di settima generazione raramente riempivano lo spazio di un intero disco Blu-ray strato singolo (25 GB) o richiedevano due o più DVD su Xbox 360.
Dall'ottava generazione in poi, la grafica ad alta definizione 1080p, texture di qualità superiore, hanno richiesto un flusso di dati ulteriormente più elevato e, pertanto, la velocità di lettura delle unità ottiche Blu-ray a 6× (27 MB/s) si è presto rivelata essere insufficiente. Per questo motivo, console come PlayStation 4 obbligano l'installazione di videogiochi interamente su HDD, che consente un flusso di dati più elevato. Come per Xbox 360, i dischi ottici sono necessari per avviare i giochi.

## Velocità di scrittura ottimale
Una maggiore velocità di scrittura si traduce in una masterizzazione del disco più rapida, ma la qualità ottica potrebbe essere inferiore (ovvero il disco è meno riflettente). Se la riflettività è troppo bassa per consentire una lettura accurata del disco, alcune parti potrebbero essere saltate o potrebbero verificarsi artefatti audio indesiderati come cigolii e ticchettii. Per risultati ottimali, si consiglia di masterizzare un disco alla sua velocità nominale.

### Esplicative
1. ↑  Il tempo di lettura totale può essere aumentato, aggiungendo più minuti utilizzando tecniche di compressione e abbassando la qualità del contenuto.

### Fonti
1. ↑  (EN) CD-ROM, su thefreedictionary.com. URL consultato il 1º marzo 2023.
«Back in the late 1980s, the first CD-ROM drives transferred data at 150KB per second. [Alla fine degli anni '80, le prime unità CD-ROM trasferivano dati a 150 kB/s.]»
2. ↑  (EN) What is Read Speed? What is Write Speed?, su Misco. URL consultato il 1º marzo 2023 (archiviato dall'url originale il 2 ottobre 2011).
3. ↑  (EN) Three Generations Compared: Is Your DVD Burner Outdated?, su Tom's Hardware, 30 ottobre 2009. URL consultato il 1º marzo 2023.
4. ↑  (EN) Understanding Recordable & Rewritable DVD recording speed, su OSTA. URL consultato il 1º giugno 2023.
5. 1 2  (EN) Understanding CD-R and CD-RW recording speed, su OSTA. URL consultato il 1º giugno 2023.
6. ↑  (EN) 1.7	How fast can you read/write data on a Blu-ray disc?, su Blu-ray FAQ, Blu-ray.com. URL consultato il 1º giugno 2023.
7. ↑  (EN) Is Blu-ray really a good medium for games?, su Ars Technica, 17 gennaio 2007. URL consultato il 1º giugno 2023.
8. ↑  (EN) Why some PS3 games need installation, su Joystiq, 2 aprile 2008. URL consultato il 1º giugno 2023 (archiviato dall'url originale il 5 aprile 2008).
9. ↑  (EN) The Mystery Behind PlayStation 3's Sometimes Mandatory Installations, su MTV, 1º aprile 2008. URL consultato il 1º giugno 2023 (archiviato dall'url originale il 5 aprile 2008).
10. ↑  (EN) Capcom addresses DMC4 install complaints, su Joystiq, 5 febbraio 2008. URL consultato il 1º giugno 2023 (archiviato dall'url originale il 7 febbraio 2008).
11. ↑  (EN) GTA IV for PS3 Has Mandatory Install, Xbox 360 Install Is Optional, su Softpedia, 17 aprile 2008. URL consultato il 1º giugno 2023.
12. ↑  (EN) Install, play, or delete a game on your Xbox 360 hard drive, su Microsoft. URL consultato il 1º giugno 2023.
13. ↑  (EN) Spec Analysis: PlayStation 4, su Eurogamer, 21 febbraio 2013. URL consultato il 1º giugno 2023.
«The Blu-ray reader gets a decent enough upgrade from PS3's 2x drive, moving up to a 6x CAV (constant angular velocity) design, meaning maximum read speeds of around 27MB/s. [Il lettore Blu-ray migliora decentemente rispetto all'unità 2× di PS3, passando a un design CAV (velocità angolare costante) 6×, il che significa velocità di lettura massime di circa 27 MB/s.]»
14. 1 2  (EN) PlayStation 4 installs every game to its hard drive (even disc-based titles), su VentureBeat, 30 ottobre 2013. URL consultato il 1º giugno 2023.
15. ↑  (EN) Why does the speed at which you burn a CD make a difference?, su SoundOnSound, novembre 2004. URL consultato il 1º giugno 2023.
16. ↑  (EN) Which write speed should I use?, su Feurio, 1º febbraio 2010. URL consultato il 1º giugno 2023 (archiviato dall'url originale il 1º febbraio 2010).